# Пелхржимов (окръг)
Окръг Пелхржимов (на чешки: Okres Pelhřimov) е един от 5-те окръга на Височинския край на Чехия. Площта му е 1290 km2, а населението му – 72 061 души (2016). Административен център е едноименният град Пелхржимов. Населените еста в окръга са 120, от тях – 9 града и 3 места без право на самоуправление. Код по LAU 1 – CZ0633.
Административната единица граничи със следните окръзи: на североизток с окръг Хавличкув Брод, а на югоизток с Ихлава. Освен това на северозапад граничи с окръг Бенешов от Средночешкия край, а на запад и юг – с окръзите Табор и Индржихув Храдец от Южночешкия край.

## Градове и население
Данни за 2009 г.:
| Град               | Население |
| ------------------ | --------- |
| Пелхржимов         | 16 434    |
| Хумполец           | 10 966    |
| Пацов              | 4923      |
| Каменице над Липоу | 4119      |
| Жировнице          | 3023      |
| Початки            | 2649      |
| Хорни Церекев      | 1901      |
| Черновице          | 1827      |
| Червена Ржечице    | 999       |

## Образование
По данни от 2003 г.:
| Вид училище                         | Брой училища |
| ----------------------------------- | ------------ |
| Детски градини                      | 42           |
| Начални училища                     | 29           |
| Гимназии                            | 3            |
| Средни училища и промишлени училища | 4            |
| Средни професионални училища        | 5            |
| Висши професионални училища         | 1            |

## Здравеопазване
По данни от 2003 г.:
| Лекари                                      | 220 |
| Болници                                     | 1   |
| Специализирани заведения за лечение и отдих | 4   |
| Зъболекари                                  | 32  |
| Аптеки                                      | 18  |

## Транспорт
През окръга преминава част от магистрала D1, както и първокласните пътища (пътища от клас I): I/19 и I/34. Пътища от клас II в окръга са: II/112, II/124, II/128, II/129, II/130, II/132, II/133, II/134, II/135, II/136, II/150, II/347, II/348, II/409, II/523, II/602 и II/639.